# Ibaretama
Ibaretama är en kommun i Brasilien.   Den ligger i delstaten Ceará, i den östra delen av landet, 1 600 km nordost om huvudstaden Brasília. Antalet invånare är 12 928.
Omgivningarna runt Ibaretama är huvudsakligen savann. Runt Ibaretama är det glesbefolkat, med 14 invånare per kvadratkilometer.